# Feodora van Saksen-Meiningen

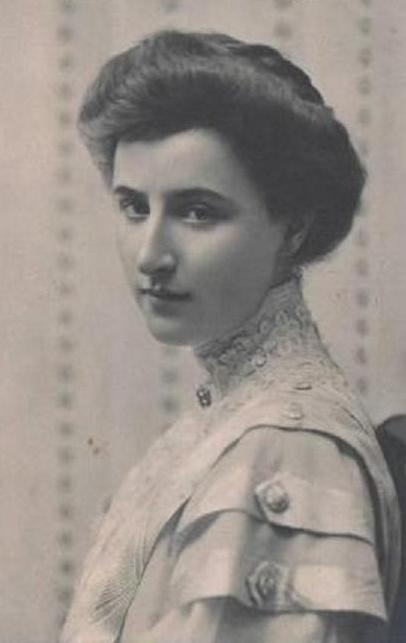
Feodora van Saksen-Meiningen

Feodora Carola Charlotte Marie Adelheid Auguste Mathilde (Hannover, 29 mei 1890 - Freiburg, 12 maart 1972) was een dochter van Frederik van Saksen-Meiningen en Adelheid van Lippe-Biesterfeld. Zij was daardoor een kleindochter van hertog George II van Saksen-Meiningen.
Ze huwde op 21 mei 1910 met Willem Ernst, groothertog van Saksen-Weimar-Eisenach. Zij werd door haar huwelijk groothertogin. Dit mocht allemaal niet lang duren, want tijdens de Novemberrevolutie in 1918 verloor haar man de troon. Willem Ernst en Feodora hadden de volgende kinderen:
- Sophie Louise Adelheid Marie Olga Carola (Weimar, 20 maart 1911 -Hamburg, 21 november 1988), trouwde te Heinrichau 7 maart 1938 met vorst Frederik Gunther van Schwarzburg (1901-1971); dit huwelijk bleef kinderloos.
- Karel August (Schloss Wilhelmsthal, 28 juli 1912 - Schienen am Bodensee, 14 oktober 1988), trouwde te Wartburg 5 oktober 1944 met Elisabeth von Wangenheim-Winterstein (1912-2010); uit dit huwelijk twee dochters en een zoon.
- Bernhard Frederik Viktor Ruprecht Adelbert Ernst Lodewijk Herman Hendrik (Weimar, 3 maart 1917 - Wiesbaden, 23 maart 1986), trouwde te Heinrichau 12 maart 1943 met Felicitas van Salm-Horstmar (1920); uit dit huwelijk een dochter en twee zoons.
- George Willem Albert Bernard (Heinrichau, 24 november 1921 - 2011), trouwde te Freiburg op 5 februari 1953 met Gisela Jänisch (1930-1989); uit dit huwelijk drie dochters. Prins George deed met dit huwelijk afstand van zijn dynastieke rechten en nam de naam Jörg Brena aan.

Feodora stierf in 1972 op 81-jarige leeftijd.